# Thomas Bayrle
Thomas Bayrle est un artiste plasticien allemand né en 1937 à Berlin. Il vit et travaille à Francfort-sur-le-Main en Allemagne. Il est un des pionniers de l'art pop, sériel et des nouveaux médias, notamment l'art informatique précoce. Il est marié à l'artiste Helke Bayrle.
Thomas Bayrle a toujours cité son expérience dans une usine de tissage comme le détonateur formel de sa pratique artistique. Les entrelacs de fils, le motif de la chaîne de montage ont résonné avec la communication de masse, l'industrialisation de l'Europe des années 1960 puis celle que connaît actuellement la Chine.
En 2013, le centre d'art contemporain "Wiels" à Bruxelles lui consacrait une rétrospective, la première en Belgique.
Il est représenté par les galeries Air de Paris à Paris, Gavin Brown's entreprise à New York, dépendance à Bruxelles, Galerie Francesca Pia à Zurich et Barbara Weiss à Berlin.

## Biographie
Thomas Bayrle est le fils du peintre et graphiste Alf Bayrle et d'Elisabeth Weiss, historienne de l'art diplômée. De 1934 à 1937, ils travaillent tous deux à l'Institut Frobenius et participent à des expéditions en Afrique. Avec sa mère et ses deux petits frères, il est évacué en 1940 dans le Hessian Oberndorf, près de Gelnhausen. En 1953, la famille déménage à Francfort.
Bayrle, qui souhaitait devenir un expert du textile, commence un apprentissage de deux ans en tant que modéliste et tisserand en 1956 à Göppingen. Dans l'usine de tissage à la machine Gutmann, il travaille sur des métiers à tisser jacquard.
Bayrle étudie à la Werkkunstschule Offenbach. Au départ, il avait pour objectif d'étude le graphisme commercial, mais se tourna vers la gravure et apprit la technique de la lithographie et de la gravure à l'eau-forte d'Eberhard Behr. En 1961, avec Bernhard Jäger, il fonde Gulliver Press et se fait connaître en tant qu'imprimeur et éditeur de livres d'art. Un des premiers livres d'Ernst Jandl (Hosi-Anna! 1965) a été publié dans la presse Gulliver - illustré par Thomas Bayrle et Bernhard Jäger. En 1964, il participa à Cassel à la documenta 3 et en 1977 à la documenta 6. De 1972 à 2002, il a été professeur à l'Académie d'État des beaux-arts - Städelschule de Francfort-sur-le-Main. Martin Liebscher, Marko Lehanka, Georg Peez, Manfred Stumpf et Stefan Müller figuraient parmi ses élèves. En 1995, il était professeur invité à l'université de Tohoku au Japon.

## Œuvre
Le travail de Thomas Bayrle est façonné par le paysage politique dans lequel il a vécu, faisant référence à la propagande, à la terreur et aux conséquences du national socialisme. Il englobe également le Wirtschaftswunder ouest-allemand, que Bayrle met au défi en explorant les mécanismes de la communication, de l'image et des objets de la vie quotidienne. Il explore les structures de pouvoir et de domination dans une économie en rapide mondialisation en utilisant des supports commerciaux, en particulier des impressions et des images numériques, sous la forme, par exemple, de papiers peints. Inspirée par l'op et pop art, Bayrle est un des pionniers de l'art informatique à l'ère digital. 

## Expositions personnelles
- Playtime, The New Museum, New York, 2018
- If It’s Too Long – Make It Longer, MAK Gallery, Vienna, 2018
- Flying Home – A special project for Artissima, Aéroport Turin, Torino, 2016
- Cowboy Tapisserie Pieta, Air de Paris, Paris, 2016
- All-in-One, Institut d'art contemporain de Villeurbanne, Villeurbanne/Rhône-Alpes, 2014
- Nouvelles Impressions de Raymond Roussel, curatée par François Piron, Palais de Tokyo, Paris, 2013
- All-in-One, Wiels, Bruxelles, 2013
- dOCUMENTA (13), Cassel, 2012
- Air de Paris, Paris, 2012
- Unto this Last, Raven Row (en), London, 2010
- Art on Speed, Ulrich Museum (en), Wichita State University, Kansas, 2010
- MACBA Collection, MACBA, Barcelone, 2010
- Thomas Bayrle, Air de Paris, Paris, 2010
- SENT BY MAIL, Galerie Barbara Weiss (de), Berlin, 2010
- I’ve a feeling we’re not in Kansas anymore, Museu d’Art Contemporani, Barcelone, 2009
- All-in-One, Wiels, Bruxelles, 2009
- Thomas Bayrle / Stéphane Dafflon Air de Paris, Paris, 2008
- 50 Jahre / Years documenta 1955 – 2005, Fridericianum[7], Cassel, 2005
- Art Unlimited, Art Basel, Basel, 2005
- Art Unlimited, Art Basel, Basel, 2005
- documenta 6, Cassel,1977
- Documenta 3, Cassel, 1964

## Collections publiques
- Centre national des arts plastiques, Paris, France
- Fonds national d'art contemporain, Puteaux, France
- Fonds régional d'art contemporain du Limousin, Limoges, France
- Groupe Bel, Paris, France
- Musée d’art moderne et contemporain, Genève
- Museum of Contemporary Art, Los Angeles, États-Unis
- Museum für Moderne Kunst, Frankfurt am Main[9]
- Musée Städel, Frankfurt am Main
- Museum Ludwig, Köln[10]
- Kunstmuseum, Stuttgart
- Museum of Modern Art, New York [11]
- Musée national des beaux-arts du Québec[12]